# Rotulus Sanpetrinus

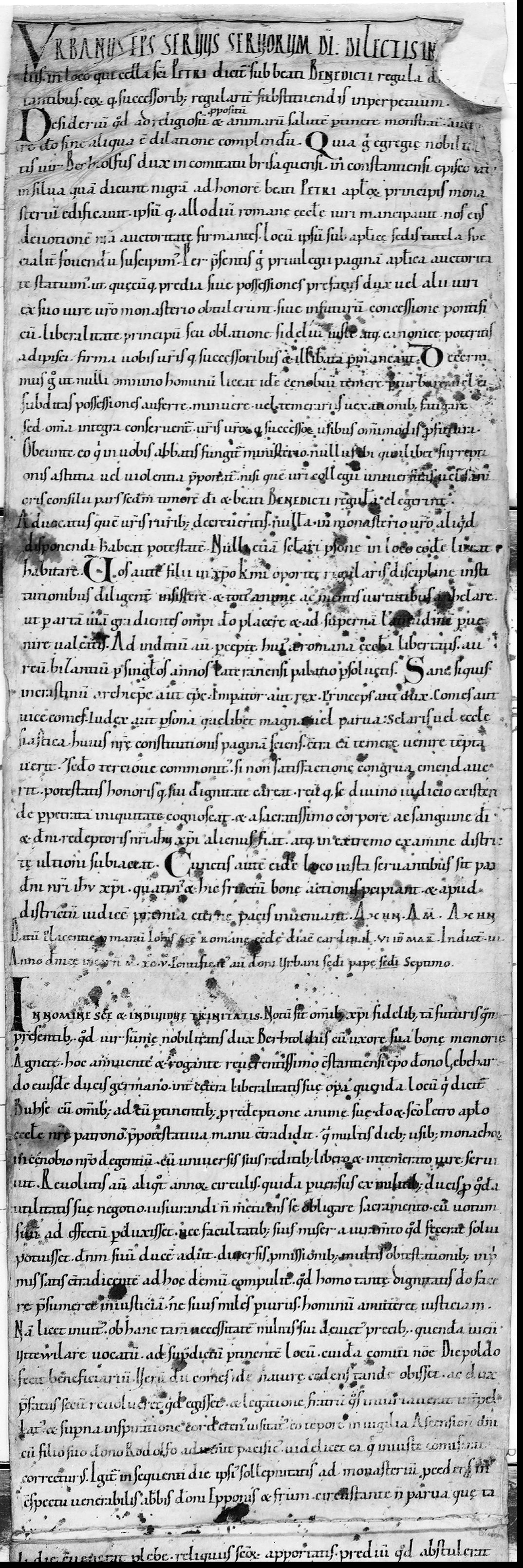
Rotulus Sanpetrinus: Beginn der Rolle

Der Rotulus Sanpetrinus, auch Rotulus San Petrinus, ist ein Rotulus. Er entstand im 12. Jahrhundert im Skriptorium des Klosters St. Peter auf dem Schwarzwald und enthält die Aufzeichnung der Besitzungen des Klosters in mittellateinischer Sprache. Es handelt sich um eine 6,30 Meter lange Pergamentrolle.
Der Rotulus wurde 1803 dem Markgrafen Karl Friedrich von Baden zu genealogischen Zwecken übergeben und befindet sich heute ebenso wie weitere Bestände des Klosterarchivs St. Peter im Generallandesarchiv Karlsruhe unter der Signatur 14 (St. Peter) Nr. 4. Ein Digitalisat ist nicht online, befindet sich aber auf der CD der maßgeblichen Ausgabe aus dem Jahr 2011.

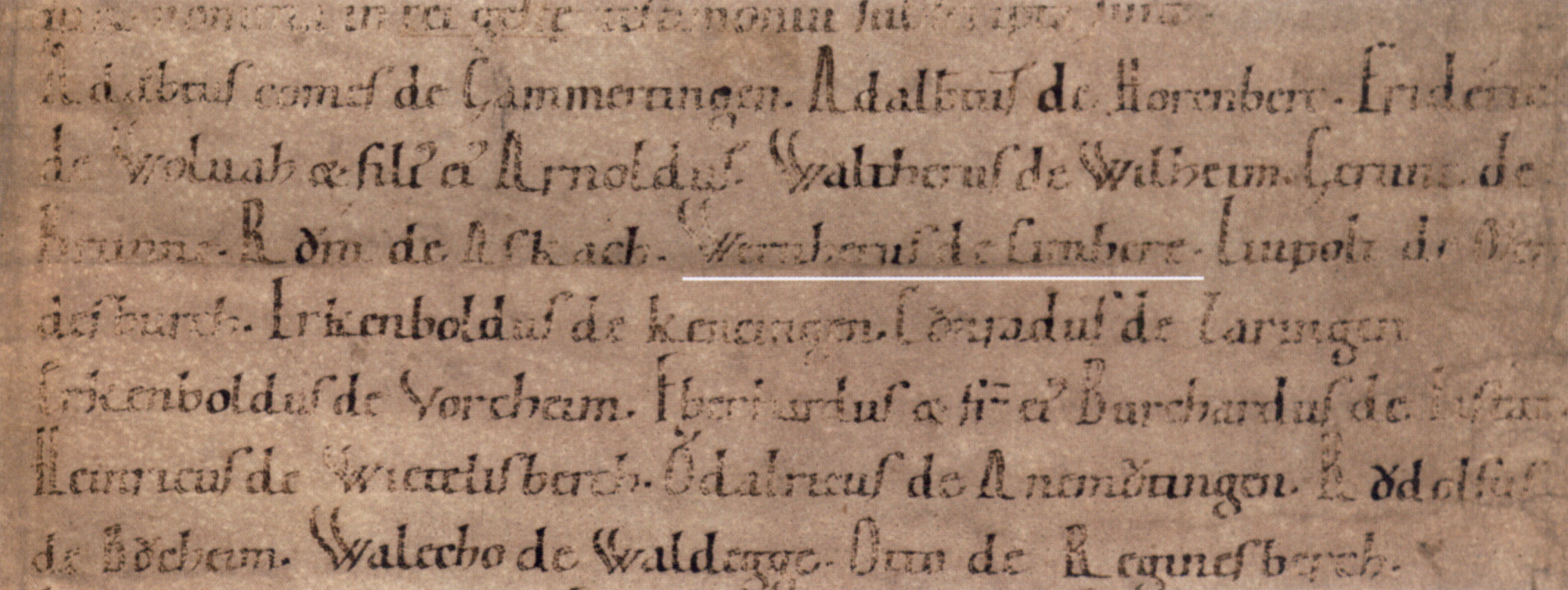
Detailaufnahme mit dem Namen Werner von Zimmern

## Ausgabe
- Jutta Krimm-Beumann: Die ältesten Güterverzeichnisse des Klosters Sankt Peter im Schwarzwald. Der Rotulus Sanpetrinus und Fragmente eines Liber monasterii sancti Petri. Edition, Übersetzung, Abbildung. Kohlhammer Verlag, Stuttgart 2011, ISBN 978-3-17-021794-2 online.